# Lamprosema cuprealis
Lamprosema cuprealis là một loài bướm đêm trong họ Crambidae.